# Hungaria (trein)
De Hungaria (Hungária) is een internationale trein tussen Berlijn en Boedapest via Praag. De naam Hungaria verwijst naar Hongarije waar de trein, uit Berlijn gezien, naartoe rijdt.

## Geschiedenis
De Hungaria is op 29 mei 1960 geïntroduceerd als internationale trein op de route Oost-Berlijn - Praag - Bratislava - Boedapest. De treindienst werd uitgevoerd met treinstellen van de Tsjechoslowaakse spoorwegen (ČSD).

## InterExpress
Op 1 juni 1986 werd ook in het Oostblok een netwerk van internationale treinen opgezet. De Hungaria werd als IEx 74/75 in dit InterExpress-net opgenomen. De trein reed van 1 juni 1986 tot 29 mei 1989 tussen Berlijn en Praag gekoppeld met de Vindobona. De IEx Hungaria was samengesteld uit eerste- en tweedeklasrijtuigen en een restauratierijtuig van de ČSD. Vanaf 28 mei 1989 tot 31 mei 1992 werden de eerste- en tweedeklasrijtuigen door de Deutsche Reichsbahn gesteld, waarbij tijdens de zomermaanden doorgaande rijtuigen naar Malmö en Belgrado meereden. Deze doorgaande rijtuigen waren slaap- en ligrijtuigen van de ČSD, MÁV en JŽ.

## EuroCity
Nadat Tsjecho-Slowakije op 1 januari 1993 was gesplitst in Tsjechië en Slowakije werd op 23 mei 1993 de Hungaria opgewaardeerd tot EuroCity. Hierbij werd de route in noordelijke richting verlengd tot Hamburg Altona en de treinnummers met honderd verhoogd tot EC 174 voor de trein noordwaarts en EC 175 voor de trein zuidwaarts. Sinds 27 mei 1995 worden de rijtuigen niet meer door de ČD maar door de MÁV gesteld. In 2003 werd besloten om de EuroCity's in het Elbedal, waaronder de EC Hungaria, voortaan zonder naam te laten rijden en vanaf 14 december 2003 reed de trein als EC 170 en EC 171. Na drie jaar zonder naam te hebben gereden keerde de naam terug op 9 december 2007 en rijdt de trein weer als EC Hungaria.

### Route en dienstregeling
De EuroCity Hungaria begon met Hamburg-Altona als noordelijk eindpunt op 27 mei 1995 werd het traject ingekort tot Nauen, iets ten westen van Berlijn. Op 1 juni 1997 volgde een inkorting tot Berlin Lichtenberg aan de oostkant van de stad, hierbij werd de trein ook omgenummerd in EC 170 en EC 171. Op 28 mei 2000 kon weer gebruikgemaakt worden van de Stadtbahn door Berlijn en wijzigde het eindpunt in Berlin Zoo in het westen van de stad. Op 1 juni 2001 volgde een wijziging aan de zuidkant van de route, in Boedapest werd niet meer naar station Keleti (oost), maar naar station Nyugati (west) gereden. Deze wijziging werd op 12 december 2004 weer teruggedraaid. Op 28 mei 2006 werd het nieuwe centraal station (Hauptbahnhof) van Berlijn in gebruik genomen en sindsdien rijdt de Hungaria via Südkreuz Berlijn binnen en vervolgens door de spoortunnel onder Berlijn naar het nieuwe Hauptbahnhof om te eindigen in Gesundbrunnen, de noordelijke uitrit van de tunnel.
| EC 170 | land      | station                     | km   | EC 171 |
| ------ | --------- | --------------------------- | ---- | ------ |
| 09:50  | Hongarije | Boedapest-Keleti pályaudvar | 0    | 18:17  |
|        | Hongarije | Rákospalota-Újpest          | 9    |        |
|        | Hongarije | Vác                         | 35   |        |
|        | Hongarije | Nagymaros-Visegrád          | 52   |        |
|        | Hongarije | Szob                        | 65   |        |
|        | Slowakije | Štúrovo                     | 80   |        |
|        | Slowakije | Nové Zámky                  | 124  |        |
|        | Slowakije | Bratislava hlavná stanica   | 215  |        |
|        | Slowakije | Kúty                        | 279  |        |
|        | Tsjechië  | Breclav                     | 297  |        |
|        | Tsjechië  | Brno hl.n.                  | 356  |        |
|        | Tsjechië  | Pardubice hl.n.             | 507  |        |
|        | Tsjechië  | Kolín                       | 549  |        |
|        | Tsjechië  | Praag hl.n.                 | 611  |        |
|        | Tsjechië  | Praha-Holešovice            | 614  |        |
|        | Tsjechië  | Ústí nad Labem hln.         | 717  |        |
|        | Tsjechië  | Decín hl.n.                 | 740  |        |
|        | Duitsland | Bad Schandau                | 763  |        |
|        | Duitsland | Dresden Hauptbahnhof        | 803  |        |
|        | Duitsland | Elsterwerda                 | 860  |        |
|        | Duitsland | Berlijn Südkreuz            | 1002 |        |
|        | Duitsland | Berlijn Hauptbahnhof        | 1006 |        |
| 21:19  | Duitsland | Berlijn Gesundbrunnen       | 1010 | 06:36  |